# Ceratina senegalensis
Ceratina senegalensis är en biart som beskrevs av Embrik Strand 1912. Ceratina senegalensis ingår i släktet märgbin, och familjen långtungebin. Inga underarter finns listade i Catalogue of Life.